# 州縣制
州縣制是中国的一种地方行政体制 。它始于隋朝，沿用于唐朝，此後成为中国历代地方政府组织的基础。 

## 採用州縣制
在繼承秦朝郡縣制的漢朝，爲了監督掌管地方行政權的郡太守，將全國分爲13個州設立了刺史官。進入後漢時代，州作爲郡縣的上級行政機關的地位變得明確，由中央派遣的州刺史、郡太守、縣令（長吏）等統治，當地人被任用爲其下級。不久，作爲任用官員的手段，鄉舉里選得以實現，在野人士被提拔爲官員的可能性增大，於是豪族開始進入地方官職，導致官員人數的增加和官制機構的複雜化。具體來說，隨着州細分，州和郡的區分越來越接近，出現了用多數官吏治理有限的百姓的弊端。中央任命的長官在赴任地自由裁量聘用人才的結構被稱爲辟召制，在魏晉南北朝時期的中國，當地權威人士因此左右地方、成爲支撐貴族制的溫床。 

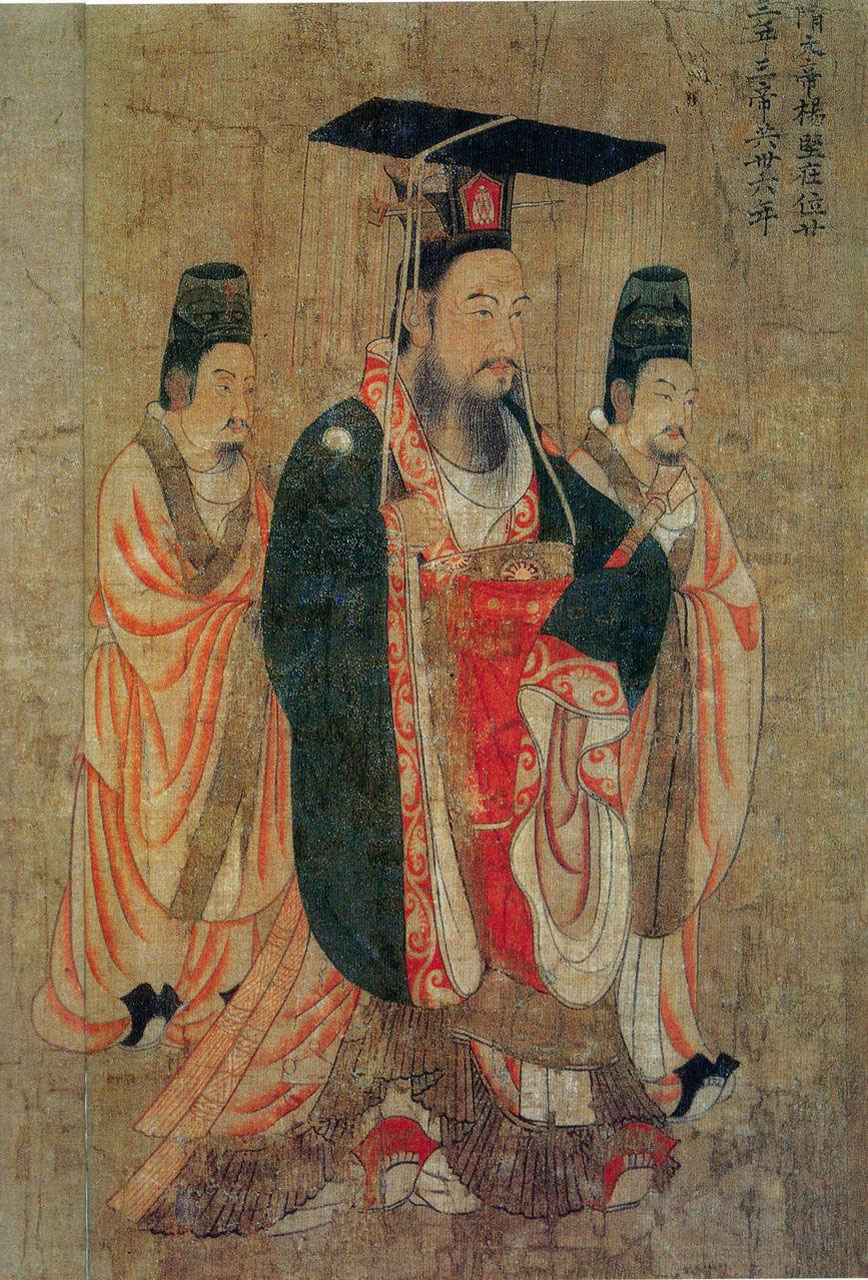
採用州縣制的隋文帝（杨坚）

583年，隋文帝杨坚进入新都大兴城（今西安），废县置州，加强君主控制   .三国时期以后，分治进行，由于多州并存，进行州县分治，即使废除这一制度，一州也只能管辖五州 。这导致行政机构的精简和冗余官员的精简，同时降低成本和淘汰贵族。   589年，南朝陈国也隋朝统一，南北朝时期结束。通过召会获得权力的贵族势力遭受了沉重打击。 
作爲官吏錄用法，楊堅最初採用了前代（魏）的九品官人法，但隨着583年廢止了保障貴族按家世擔任官職的特權的該法，接着爲了選拔更廣、不依靠門閥主義、適應新體制的人才，制定了通過考試選拔的方法（貢舉）。這是楊堅地方制度改革的副產品，地方州縣的官員由中央任命填補，中央（吏部）每年都要調換大量人員，爲此必須配備豐富的官僚後備軍，掌握人物。當初是每年按州向中央推薦3名的形式，這成爲了科舉的前沿。
唐朝也採用州縣制，成爲此後地方行政制度的基礎。州全國約有350個，縣全國約有1550個。準確地說，在州上也有將全境分爲10（後來玄宗時期爲15）的「道」單位，但這接近監察單位，不能說是行政單位。州長官稱刺史，縣令與隋朝相同，但州改爲郡後，將長官職稱太守。另外，在重要城市設有與州同級的行政單位「府」在唐朝，在這些中央派遣長官以下的主要官員手下，執行了戶口管理、徵稅、治安、司法等地方行政。唐朝的縣由鄉組成。

## 金和宋朝以來的變遷
州縣制在進入北方異族擴張勢力的時代後也維持了命脈。蒙古裔契丹人在遊牧民維吾爾國家擁有以蒙古高原爲中心的勢力時，就隸屬於此，一部分被編入唐朝的州縣體制。對於消滅契丹人的國家遼朝的女真來說，實行了行政和軍事兼備的猛安、猛安謀克（軍戶）等獨立統治體制，受到了特別的保護，阻止了漢化。女真國家金王朝在中國東北部（滿洲）大部分都是以猛安謀克制進行統治，但在其他民族居住的西部和南部，州縣制的統治仍在繼續。金朝進入定居農耕民聚居的華北後，在那裏形成了以州縣製爲基礎的統治，猛安謀克制度只針對契丹人和女真人。
在宋朝作爲監察機關，代替唐代道路設置了「路」，增加了「府」的數量（路府州縣）。在宋朝，城市發展顯著，作爲構成縣的單位，在原有鄉中新增了「鎮」。元朝在宋代路府州縣之上設立行中書省（省），擁有巨大的權力，統管軍政和民政。行中書省是中書省的外派機構。
明朝建國初期，雖然繼承了元朝的機構，但太祖洪武帝廢除了行中書省，在各省設立了三司（財政行政一般負責人承宣布政使司、監察審判負責人提刑按察使司、軍事負責人都指揮使司）。這可以看作是分散地方官的權限，強化皇帝的地方統治的動向。「路」被廢止了。明朝的領土由北京、南京的二京（北直隸、南直隸）及13個承宣布政使司管轄，承宣布政使司管轄地區俗稱「省」。這是現作爲地方行政區的「省」的前身，在清朝被採用爲正式名稱，在中華民國、中華人民共和國也被繼承。另外，縣的數量在明代初期爲1200左右，清代後期爲1600左右。

## 注
1. 1 2 3 4 5 6  . kotobank （日语）.
2. 1 2 3 4  氣賀澤（2020）pp.29-30
3. 1 2 3 4 5 6  礪波（2008）pp.197-198
4. ↑  氣賀澤（2020）pp.29-30
5. ↑  礪波（2008）pp.198-201
6. ↑  礪波（2008）pp.198-201
7. ↑  氣賀澤（2020）pp.29-30
8. ↑  氣賀澤（2020）pp.157-159
9. ↑  礪波（2008）pp.220-222
10. ↑  礪波（2008）pp.220-222
11. ↑  氣賀澤（2020）pp.159-162
12. ↑  . kotobank （日语）.
13. ↑  氣賀澤（2020）pp.159-162
14. ↑  氣賀澤（2020）pp.159-162
15. ↑  三田村（1991）pp.246-249
16. ↑  梅村（2008）p.395
17. ↑  三上（1975）pp.819-823
18. ↑  梅村（2008）pp.420-423
19. ↑  三上（1975）pp.819-823
20. ↑  梅村（2008）pp.420-423
21. ↑  . kotobank （日语）.
22. ↑  三田村（1991）pp.246-249
23. ↑  岸本・宮嶋（2008）pp.34-38
24. ↑  岸本・宮嶋（2008）pp.34-38
25. ↑  岸本・宮嶋（2008）pp.34-38
26. ↑  岸本（2008）pp.90-95
27. ↑  岸本（2008）pp.90-95